# Yelford
Yelford – osada w Anglii, w hrabstwie Oxfordshire, w dystrykcie West Oxfordshire. Leży 16 km na zachód od Oksfordu i 98 km na zachód od Londynu.